# Dawson (Texas)
Dawson es un pueblo ubicado en el condado de Navarro en el estado estadounidense de Texas. En el censo de 2010 tenía una población de 807 habitantes y una densidad poblacional de 173,01 personas por km².

## Geografía
Dawson se encuentra ubicado en las coordenadas 31°53′41″N 96°42′53″O / 31.89472, -96.71472. Según la Oficina del Censo de los Estados Unidos, Dawson tiene una superficie total de 4.66 km², de la cual 4.62 km² corresponden a tierra firme y (0.89%) 0.04 km² es agua.

## Demografía
Según el censo de 2010, había 807 personas residiendo en Dawson. La densidad de población era de 173,01 hab./km². De los 807 habitantes, Dawson estaba compuesto por el 78.69% blancos, el 15.74% eran afroamericanos, el 0.99% eran amerindios, el 0% eran asiáticos, el 0% eran isleños del Pacífico, el 2.6% eran de otras razas y el 1.98% pertenecían a dos o más razas. Del total de la población el 6.44% eran hispanos o latinos de cualquier raza.